# Screensport
Screensport var ett pan-europeiskt kabel- och satellit-TV nätverk som sände åren 1984–1993 innan kanalen gick samman med Eurosport.

## Historia

### 1984–1986
Screensport grundades 1981 av Bob Kennedy — som hade startat upp  BBC Radio Leicester, Sky Channel (nätverket som senare kom bli känt som Sky One) och flera oberoende kommersiella radiostationer, stödpersoner inkluderande de amerikanska nätverken  ABC och ESPN (där ABC nyligen förvärvade 80% av dess majoritetsinnehav ). Ett programavtal med Trans World International gav tillgång till evenemang som ägde rum runt om i världen.
Kanalen började sända den 29 mars 1984  där Media Communications kontrollerade studiorna och sändningsanläggningen i Knutsford, medan kanslit var lokaliserat till London. Bortsett från amerikansk sport, sände kanalen regelbundet och veckovis brittisk sport inklusive speedway och Nascar. Screensport sände bara förinspelade program t.o.m 31 augusti samma år  när de direktsände hundkapplöpning  från Wembley Stadium – inklusive St Leger (greyhounds). I slutet av 1984, hade WHSmith Television Group köpt ett 15% innehav i bolaget, RCA förvärvade också 10% innehav i verksamheten, bland andra investerare inkluderande Ladbrokes och pensionsfonden för National Coal Board. Den tidigare BBC-chefen Aubrey Singer var en framstående styrelseledamot.
Den 28 augusti 1985 började kanalen att utöka sitt sändningsområde till att inkludera Nederländerna och Sverige, introducerar nya program och sporter inklusive isspeedway, nederländsk ishockey och motorsport. Bevakningen av engelsk fotboll började samma år. Man började också visa distrikts- och nationella finaler från EFL Trophy, en tävling för klubbar i lägre divisioner. I gengäld, sponsrade och sände kanalen Football League Super Cup säsongen 1985–1986. Tävlingen var utformad för att kompensera klubbar som var bannlysta från europeiska tävlingar på grund av Heyselkatastrofen, men den skrotades redan efter första säsongen. 

### 1987–1992: WHSmith-eran
Den 1 december 1986 tog WHSmith Television Group över verksamheten och driften av nätverket när Bob Kennedy och ABC drog sig ur. Vid slutet av året, hade kanalen förlorat 700000 £ och sände inte längre i Sverige, vilket ledde till ett tapp på cirka 100000 kunder.
Den 9 april 1987 eftersom kanalen hade förvärvat rättigheter att täcka några större evenemang, sände Screensport direkt US Masters golf från Augusta och flera andra PGA Tour evenemang. Grand Slam tennis täcktes också i form av  US Open. NHL ishockey, NBA och NASCAR racing var också vanligt förekommande under denna period. Under fotbollssäsongen 1987–1988 var Screensport den enda källan till veckovis utökade höjdpunkter i English Football League för tittare i Storbritannien. Kanalen tecknade ett avtal med Thames Television, som var Football Leagues agent for internationell distribution, för att sända 34 inspelade matcher över kabel and satellit. Thames producerade sitt program, kallat "Big League Soccer".
Den 7 december 1988, ökade ESPN sitt innehav i kanalen från 3,5% till 25,5% efter köp av andelar från WHSmith för 4,4 miljoner £. Vid det laget, hade Screensport utökat sitt sportinnehåll, så att kanalen kunde sända 18,5 timme varje dag inom tablån inklusive ishockey, skidor, golf, tennis, och segling. 1989 införde Screensport tillägget "The European Sports Network", medan WHSmith Television Group senare själva bytte namn till WHSTV. Kanalen började också sända över Astra 1A-satelliten i februari samma år till följd att man flyttade verksamheten från norra England till centrala London, efter ha tagit full kontroll av Molinare senare samma år den 17 maj, vilket hjälpte till att fungera som en kanal under fyra olika namn:
- Screensport (Engelska)
- TV Sport (Franska)
- Sportkanal (Tyska)
- Sportnet (Nederländska)

Den 15 maj 1991 lämnade Screensport in en anmälan till Europeiska kommissionen där man påstod att det gemensamma inköpsprogrammet för sportevenemang av Eurosports tidigare ägare Sky Television (1984–1990) och EBU bröt mot konkurrensreglerna i Romfördraget. Efter att bestämmelser vidtagits för icke-medlemmars tillgång till programmet, beviljade kommissionen EBU i ett femårigt villkorligt undantag från kraven i konkurrensreglerna.. Den 28 februari 1992 slöt Screensport en allians med ITV Sport för att kunna bjuda på rättigheter för att kunna täcka den nyligen formade engelska Premier League. Sky Sports och  BBC var eventuellt vinnare på kontraktet.

### 1993: Sammanslagning och undergång
Den 14 januari 1993 föreslog Eurosport och Screensport en sammanslagning för att erbjuda en enda kanal eftersom bägge gick med förlust, i förhoppning om att en sammanslagen kanal kunde bli ekonomiskt lönsam.  Sammanslagningen ägde slutligen rum den den 1 mars 1993 och samma dag stängde Screensport ned för gott.  Man avslutade med en skärm som tackade all personal som arbetat för nätverket. (likt sin systerkanals Lifestyles nedläggning den 24 januari samma år), innan man klippte över till Eurosports feed med ett meddelade till tittarna att titta på någon av dess frekvenser.
Slutligen den 6 mars 1993 kl. 06:09, stängdes Screensports signal av för gott då RTL 2 började sända på samma transponder.